# Fly Me To The Moon
A Fly Me to the Moon című dal eredetileg az „In Other Words” címmel jelent meg. Az 1954-es Kaye Ballard – Bart Howard dal első felvétele még abban az évben megjelent, de Frank Sinatra 1964-es verziója vitte örök sikerre Apollo holdmisszióira való egyenes utalás miatt. A dal egy példányát az Apollo 10 küldetésben, aztán az Apollo 11-en egy Sony TC-50 kazettás magnóról a Holdra való leszállás előtt lejátszották.
A dal eredetileg 3/4-es ritmusú volt, de Quincy Jones hangszerelésében már 4/4-esre változott.
A misszió 40. évfordulójának megemlékezésén Diana Krall adta elő a parancsnok, Neil Armstrong tiszteletére.
A Sinatra verziót a Space Cowboys filmben is felhasználták.

## Híres felvételek
- Frank Sinatra
- Lady Gaga
- Kaye Ballard
- Chris Connor
- Johnny Mathis
- Portia Nelson
- Nancy Wilson
- Peggy Lee
- Connie Francis
- Diana Panton
- Tony Bennett
- Nicki Parrott
- Mary Nelson
- Julie London
- Halie Loren
- Diana Krall
- Dinah Washington
- Julie London
- Georgia Gibbs
- Ray Brown
- Doris Day
- Beegie Adair Trio
- Tony Ybarra
- Ray Brown